# Grand cardinal
En mathématiques, et plus précisément en théorie des ensembles, un grand cardinal est un nombre cardinal transfini satisfaisant une propriété qui le distingue des ensembles constructibles avec l'axiomatique usuelle (ZFC) tels que ℵ0, ℵω, etc., et le rend nécessairement plus grand que tous ceux-ci. L'existence d'un grand cardinal est donc soumise à l'acceptation de nouveaux axiomes.

## Définition (incomplète)
Un axiome de grand cardinal est un axiome affirmant qu'il existe un cardinal (ou parfois une famille de cardinaux) ayant une propriété de grand cardinal donnée. Il n'y a pas vraiment de consensus sur une définition précise de ce qu'est une telle propriété, bien que presque tout le monde s'accorde à dire qu'une vaste liste de propriétés (en) mérite ce qualificatif, dont celles d'être un cardinal inaccessible et d'être un cardinal mesurable. Une condition nécessaire raisonnable pour qu'une propriété soit appelée une propriété de grand cardinal est que l'existence d'un cardinal ayant cette propriété ne soit pas connue pour être contradictoire avec les axiomes de ZFC, et qu'on ait cependant également prouvé que si ZFC est cohérente, il en est de même de « ZFC + il n'existe pas de tel cardinal ». L'affirmation de l'existence d'un tel cardinal peut donc être vue comme un renforcement (strict) de ZFC, et l'utilisation d'un tel axiome comme une mesure de ce qu'on doit ajouter à ZFC pour pouvoir démontrer tel ou tel résultat ; comme le dit Dana S. Scott, on peut les voir comme un moyen de préciser quantitativement la phrase « si on veut plus de résultats, il faut supposer davantage de choses ». Il semble généralement admis que les résultats démontrés en n'utilisant que ZFC n'ont pas à le préciser, tandis que les autres hypothèses (telles qu'un axiome de grand cardinal) doivent être explicitées ; que ceci soit une convention linguistique ou autre chose est un sujet de débats épistémologiques qui seront abordés plus loin.

## Hiérarchie de cohérence relative
Une observation remarquable concernant ces axiomes est qu'ils semblent être complètement ordonnés par leur cohérence relative, c'est-à-dire qu'aucune exception n'est connue à la règle suivante : étant donnés deux axiomes de grands cardinaux A1 et A2, une et une seule des trois possibilités suivantes se produit :
1. ZFC montre que « ZFC+A1 est cohérente si et seulement si ZFC+A2 est cohérente »,
2. ZFC+A1 montre que ZFC+A2 est cohérente,
3. ZFC+A2 montre que ZFC+A1 est cohérente.

Dans le cas 1, on dit que A1 et A2 sont équicohérents ; dans le cas 2, que A1 est plus fort que A2, et enfin que A2 est plus fort que A1 dans le cas 3. Si A2 est plus fort que A1, ZFC+A1 ne peut prouver la cohérence de ZFC+A2, même en adjoignant l'hypothèse que ZFC+A1 est cohérente (en supposant, bien sûr, qu'elle le soit vraiment) : cela résulte du théorème d'incomplétude de Gödel. Le fait que cet ordre soit total n'est nullement un théorème (Saharon Shelah a demandé « s'il existait un théorème expliquant ce fait, ou si notre vision était simplement plus limitée que nous ne le pensons »), mais seulement une observation concernant les propriétés de grand cardinal déjà rencontrées, et, en l'absence d'une définition rigoureuse de ces propriétés, il serait au demeurant difficile de construire une telle preuve ; cependant Woodin a pu déduire ce résultat de la Ω-conjecture, principal problème ouvert de sa Ω-logique (en). D'autre part, on ne sait pas toujours laquelle des trois possibilités est la vraie, car, par exemple, si ZFC montre que « A1 implique A2 », on sait seulement qu'on est dans le cas 1 ou 2. Il faut enfin remarquer que cet ordre n'est pas nécessairement le même que celui de la taille du plus petit cardinal satisfaisant à la propriété en question. Par exemple, l'existence d'un cardinal énorme (en) est une propriété beaucoup plus forte que l'existence d'un cardinal supercompact (en), mais en supposant que les deux existent, le plus petit cardinal énorme est plus petit que le premier supercompact.

## Motivations et statut épistémologique
Une interprétation naturelle des axiomes de grands cardinaux utilise l'univers de von Neumann, V, construit par récurrence transfinie en prenant à chaque étape l'ensemble des parties de l'ensemble précédent, ou la réunion des ensembles déjà construits aux étapes limites. On peut alors typiquement considérer les modèles dans lesquels un certain axiome de grand cardinal est faux comme des sous-modèles de ceux dans lesquels il est vrai. Par exemple, s'il existe un cardinal inaccessible, arrêter la construction de Von Neumann au premier ordinal inaccessible donne un modèle (un « univers ») dans lequel il n'y a pas de cardinal inaccessible. De même, s'il existe un cardinal mesurable, restreindre la construction de V aux ensembles de parties définissables aboutit à l'univers constructible de Gödel, L, lequel satisfait l'axiome de constructibilité, et qui ne vérifie pas l'assertion « il existe un cardinal mesurable » (bien qu'il les contienne toujours, en tant qu'ordinaux). Ainsi, d'un certain point de vue (soutenu par de nombreux théoriciens, en particulier ceux inspirés par la tradition du groupe Cabale), ces axiomes « disent » que nous prenons en compte tous les ensembles, alors que leurs négations sont « restrictives » et reviennent à se limiter à certains ensembles seulement. De plus, les conséquences de ces axiomes suivent souvent des schémas réguliers ; pour toutes ces raisons, ces théoriciens tendent à considérer les axiomes de grands cardinaux comme ayant un statut privilégié parmi les extensions de ZFC, contrairement à des axiomes moins clairement motivés (comme l'axiome de Martin) ou à d'autres qu'ils estiment intuitivement peu plausibles (comme V = L). Les tenants les plus convaincus du réalisme, dans ce groupe, affirmeraient, plus simplement, que ces axiomes sont vrais. Ce point de vue ne fait nullement l'unanimité parmi tous les théoriciens : certains formalistes considèrent la théorie des ensembles standard comme étant, par définition, l'étude des conséquences de ZFC, et bien qu'ils ne soient pas opposés par principe à l'étude d'autres systèmes, ne voient pas de raison de considérer les grands cardinaux comme particulièrement dignes d'intérêt. Certains réalistes nient qu'un maximalisme ontologique soit une motivation suffisante, et tiennent parfois même ces axiomes pour faux. Et enfin, on rencontre parfois la position selon laquelle la négation de ces axiomes n'est nullement restrictive, soutenue (par exemple) par la remarque selon laquelle il peut y avoir un sous-modèle transitif de L qui « croit » qu'il existe un cardinal mesurable, alors que cette proposition est fausse dans L.

## Exemples de propriétés de grand cardinal
Les théoriciens recensent plus de quarante axiomes de grands cardinaux (en) ; la plupart correspondent à des propriétés assez abstraites de la théorie des modèles, mais les deux propriétés détaillées ci-dessous ont un contenu un peu plus intuitif : les cardinaux inaccessibles sont les « plus petits » cardinaux que ZFC ne peut construire, tandis que la définition des cardinaux mesurables, apparemment assez innocente, amène en fait à considérer des cardinaux vraiment énormes.

### Cardinaux inaccessibles
Intuitivement, un cardinal est inaccessible s'il ne peut être construit à l'aide des axiomes de ZFC et des cardinaux plus petits que lui, autrement dit, s'il n'est ni équipotent à l'ensemble des parties d'un cardinal plus petit, ni réunion d'une famille de ces cardinaux, indexée par un autre de ces cardinaux. On vérifie aisément que si α est un tel cardinal, l'univers de von Neumann Vα construit comme plus haut par récurrence transfinie jusqu'à α est un modèle de ZFC ; le théorème de Gödel montre donc que l'affirmation de l'existence d'un tel cardinal est plus forte que ZFC. On utilise souvent un axiome plus général, appelé axiome des univers de Grothendieck : pour tout cardinal, il existe un cardinal inaccessible plus grand que lui (la théorie correspondante est parfois notée ZFCU) ; et il est alors possible, pour tout ordinal β, de parler du β-ième cardinal inaccessible, d'où la définition de toute une famille d'axiomes de grands cardinaux « encore plus inaccessibles » (par exemple, on dira qu'un cardinal α est 1-inaccessible s'il est inaccessible et s'il existe α cardinaux inaccessibles plus petits que lui, puis qu'il est 2-inaccessible s'il existe α cardinaux 1-inaccessibles plus petits que lui, etc.), dont on justifie la plausibilité par des arguments de point fixe.

### Cardinaux mesurables
Un cardinal mesurable α est un cardinal sur lequel il existe une mesure à valeurs dans {0, 1}, σ-additive et complète (c'est-à-dire définie sur tous les sous-ensembles de α) ; on voit facilement que cela revient à l'existence sur α d'un ultrafiltre non trivial, stable pour l'intersection dénombrable. Il n'est nullement clair a priori qu'un tel cardinal soit « grand », mais Dana Scott et Jerome Keisler ont montré, à l'aide d'une construction impliquant un ultraproduit, qu'en fait (si l'axiome du choix est admis), un tel cardinal est nécessairement inaccessible, α-inaccessible, etc. En revanche, la négation de l'axiome du choix est compatible avec l'existence d'une telle mesure sur aleph-un ; cette existence est en fait une conséquence de l'axiome de détermination ; on voit sur cet exemple que la notion de « grand » cardinal n'a de sens que par rapport à un système donné, lequel est le plus souvent ZFC.